# Pyrausta simplicealis
Pyrausta simplicealis is een vlinder van de familie van de grasmotten (Crambidae). De wetenschappelijke naam van deze soort is voor het eerst voorgesteld als Ebulea simplicealis door Otto Bremer in een publicatie uit 1864.
De soort komt voor in het Russische Verre Oosten en Japan.